# Przylądek Sheridan
Przylądek Sheridan (ang. Cape Sheridan) – przylądek na półwyspie Ziemia Granta na Wyspie Ellesmere’a w prowincji Nunavut w Kanadzie. Jest położony około 840 km od bieguna północnego, co czyni z niego jednym z najbliżej od niego znajdujących się skrawków lądu (choć przylądek Columbia położony jest bliżej).
Przylądek Sheridan wraz przylądkiem Bryant na Grenlandii wyznacza północną granicę Morza Baffina.

## Historia
W latach 1875-76 brytyjski okręt HMS Alert pod dowództwem George'a Naresa zimował przy przylądku Sheridan. Na pamiątkę tego wydarzenia nazwę Alert nadano założonej w 1950 roku miejscowości położonej na Wyspie Ellesmer'a w odległości kilkunastu kilometrów od przylądka.